# Правая и левая сторона в исламе

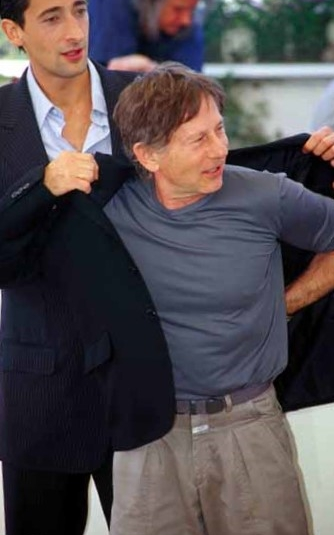
Одежду желательно надевать с правой стороны, а снимать — с левой

В исламе особое внимание уделяется стороне человеческого тела. При совершении «чистых» дел (еда, питьё, одевание) предпочтение отдаётся правой (стороне), а при совершении «грязных» (подмывание, сморкание, раздевание) — левой.

## Правая сторона

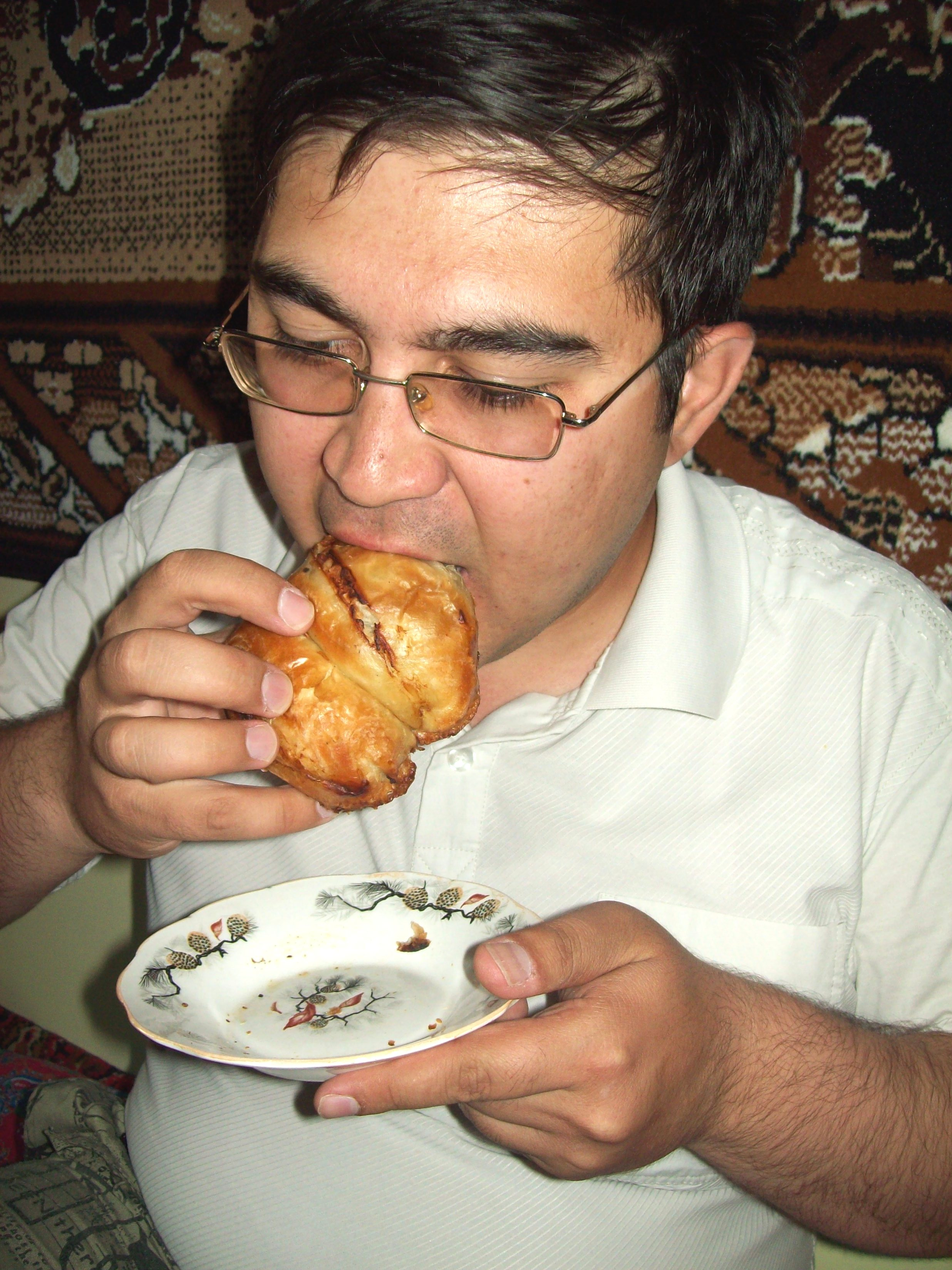
Принимать пищу желательно правой рукой

Арабское слово يَمِين‎ ямин в буквальном смысле означает «правую руку», но часто используется в переносном смысле «клятвы», «присяги», «завета» и «соглашения». Слово ямин употребляется в отношении клятвы по причине того, что при заключении договора в арабском обществе было принято обхватывать правую руку.
В жизнедеятельности человека правая рука часто символизирует власть и способность инициировать действия. Слово ямин может означать «счастье» и «процветание». Термин ямин в отношении руки («правая рука») охватывает широкий семантический диапазон: власть, помощь, прочность, достаточность, способность действовать и так далее. Правая сторона может иметь и культовое значение.

## Желательные действия
Согласно преданию, пророк Мухаммед использовал правую руку при еде, питье, совершении омовения (вуду), одевании и т. д., а левую руку — для подмывания и других, «причиняющих неудобство дел». Мусульманам предписывается начинать с правой стороны такие действия, как: надевание одежды, вход в мечеть, стрижка ногтей и усов, расчёсывание волос, бритьё подмышек, отдача приветствия после совершения молитвы, выход из туалета, рукопожатие, прикосновение к Чёрному камню и так далее. Вход в туалет, выход из мечети, сморкание, подмывание (истинджа), снятие одежды и обуви, желательно осуществлять левой рукой или с левой стороны (ноги).
Мусульманам также желательно брать и давать вещи правой рукой, а идя спать, ложиться на правый бок. В туалет, ванную, места, где заключают процентные сделки, где есть спиртное, звучит музыка, желательно заходить с левой ноги, а выходить с правой.
По словам одного из ближайших сподвижников пророка Мухаммеда, Умара ибн аль-Хаттаба, «шайтан ест левой рукой и пьёт ею». Ислам разрешает использовать левую руку, если существуют какие-либо препятствия для правой (например, болезнь или травма). При письме левше разрешается использовать левую руку.

## Книга деяний
Согласно исламской эсхатологии, всем людям в День суда будет вручена книга их деяний. Праведники, веровавшие в Аллаха, служившие ему и совершавшие благие деяния, получат Книгу деяний справа. Этих людей называют асхаб аль-ямин или асхаб аль-маймана.
Грешникам и неверующим в День суда подадут книгу деяний слева. Этих людей называют асхаб аш-шимал или асхаб аль-машама.
Согласно преданию, каждого человека сопровождают два ангела, один из которых находится по правую сторону от человека (Ракиб), а другой — по левую (Атид). Ангел, находящийся справа, записывает добрые дела человека, а ангел слева — грехи.